# Franciszek Andrzejczyk
Franciszek Andrzejczyk (ur. 1891, zm. 20 marca 1943 we wsi Czyżew-Sutki) – polski rolnik, zamordowany przez Niemców za niesienie pomocy Żydom.

## Życiorys
Franciszek z żoną Stanisławą (posługującą się imieniem Aleksandra) i sześciorgiem dzieci (Edwardem, Ireną, Henrykiem, Eugenią, Jadwigą i Tadeuszem) mieszkali we wsi Czyżew-Sutki. Na początku listopada 1942, kiedy rozpoczęto likwidację getta w Czyżewie, Andrzejczykowie przyjęli pod swój dach 18 zbiegłych Żydów. Ukryto ich pod podłogą domu oraz w pobliskiej ziemiance; kryjówki opuszczali jedynie w nocy. Mimo zimy Andrzejczykom udało się wyżywić Żydów.
Nad ranem 20 marca 1943 do gospodarstwa przyjechali żandarmi celem przeprowadzenia rewizji. Franciszek nie przyznał się do ukrywania Żydów. Niemcy rozpoczęli poszukiwania. Odkryli kryjówkę ze względu na specyficzny odgłos, jaki wydawała podłoga ziemianki. Znajdowało się tam trzech mężczyzn. Rozsierdzeni dotkliwie pobili i zamordowali strzałem w głowę Andrzejczyka oraz wyciągniętych z ukrycia mężczyzn. Następnie odnaleźli pozostałych Żydów, by wywieźć ich do Szulborza, gdzie zostali straceni.
27 października 2019 Franciszek Andrzejczyk wraz z rodziną i ukrywanymi Żydami zostali upamiętnieni tablicą umieszczoną na kamieniu w ramach projektu „Zawołani po imieniu” Instytutu Pileckiego. Uroczystość w Czyżewie zgromadziła kilkaset osób, obecni byli m.in. przedstawiciele władz samorządowych, Magdalena Gawin, wiceminister kultury i dziedzictwa narodowego oraz żołnierze Wojsk Obrony Terytorialnej.

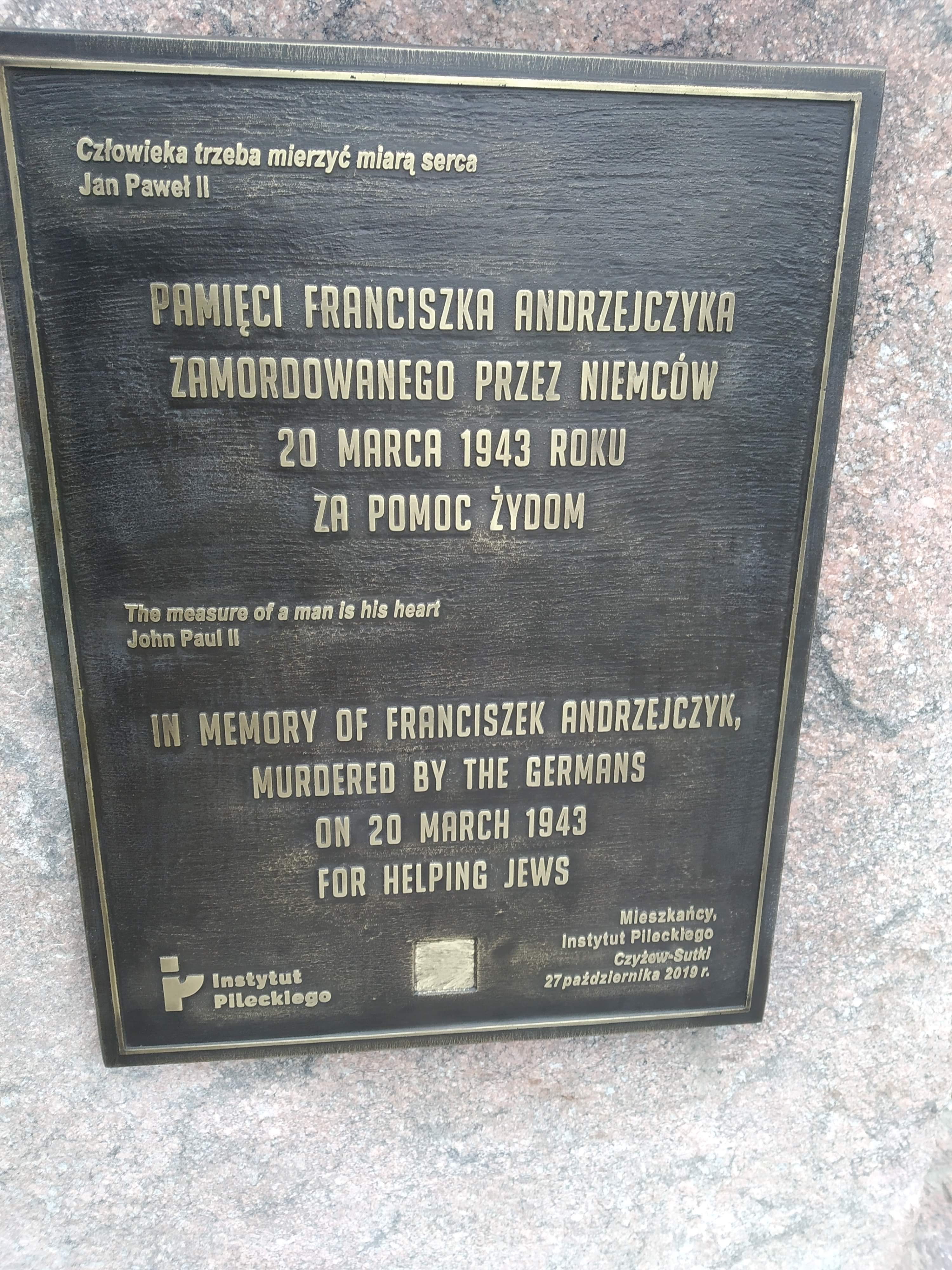
Tablica pamiątkowa